# Contarinia bivalviae
Contarinia bivalviae är en tvåvingeart som först beskrevs av Rao 1950.  Contarinia bivalviae ingår i släktet Contarinia och familjen gallmyggor. Inga underarter finns listade i Catalogue of Life.